# Страшимира Филипова
Страшимира Филипова е българска волейболистка. Родена е през 1985 година. Постъпва в спортното училище на ЦСКА като състезателка по скок на височина в леката атлетика. В 9 клас се преквалифицира във волейболистка. Първата и треньорка по волейбол е Мария Минева. От 2005 г. е състезател на националния отбор.

## Клубна кариера
- 2001 – 2003 ВК ЦСКА (София);
- 2003 – 2004 Славия (София);
- 2004 – 2005 ВК ЦСКА (София);
- 2005 – 2006 Калисия (Калиш, Полша);
- 2006 – 2009 Кан (Франция);
- 2009 – 2013 Уралочка (Екатеринбург, Русия);
- 2013 – 2014 Факел (Новий Уренгой, Русия)[1];
- 2014 – 2016 Азерейл (Баку, Азербайджан);
- 2017 – 2018 Хемик (Полице, Полша);
- 2018  Славия (София).
- 2019  Халбанк (Анкара, Турция);
- 2019  Славия (София).

## Национален отбор
- Европейска лига 2009 –  Трето място
- Европейска лига 2011 – Image:Med 3.png Трето място
- Европейска лига 2012 –  Второ място
- Европейска лига 2013 –  Трето място

## Награди
- Трикратна шампионка на Франция през 2007, 2008, 2009 г.
- Трикратна носителка на купата на Франция през 2007, 2008, 2009 г.
- Най-добра изпълнителка на начален удар за Европейската лига 2010 г.
- Шампионка на Азербайджан 2016 г.
- Шампионка на Полша 2018 г.

## Новини
Това лято Страшимира тренира под ръководството на доц. Юлиан Карабиберов. (Кондиционен треньор)
Към края на месец септември тя заминава за Баку, където ще играе през сезон 2015/2016 г.

## Интересни факти
Два пъти е републиканска шампионка по скок височина за девойки.